# 中華國術國際聯盟總會
Template:中華國術國際聯盟總會
中華國術國際聯盟總會 (International Chinese Kuoshu Federation; 簡寫 ICKF)，是一個國際性的國術組織，由世界各國中國國術協會組成。總部設於台灣台北。現任主席楊美蓉女士正式於 2010 會員大會後上任。

## 組織發展
ICKF 成立於民國六十七年，其宗祖國協會為民國三十九年在台灣籌組成立之「[中華民國國術總會]」。成立初期名為「原中華國術世界促進會」，後改名為「中華國術國際聯盟總會」。其成立乃為因應國術運動之「國際化」的推展工作。
目前會員國分佈於世界五大洲，計有六十四個國家（地區）會員國，第一屆主席由中華民國國武術總會之前任名譽理事長陳守山先生擔任。

## 執行工作
- 輔導各成員國之教練裁判培訓。
- 統一並推動段級鑑定標準。
- 國際競技及交流活動，除參加世界各國之邀訪外，主辦有世界盃國際國術錦標賽由第一屆至2009年第十一屆世界盃國術錦標賽暨水上擂台賽。2010年第3屆國際太極拳。
- 成立訓練中心，目前宗祖國 (中華民國台灣地區) 內已有核定二個訓練中心，全年執行優秀運動選手的培訓輔導。

## 屆任理事長
第一任：  陳守山
第二任：  吳鴻昌
第三任：  楊瑞峰
第四任：  楊美蓉